# Liemba (Kongo)
Liemba ist ein Ort in der Provinz Tshuapa im Nordwesten der Demokratischen Republik Kongo.